# Maskspel
Maskspel är en i teaterhistorien vedertagen term, som betecknar en art av lyriskdramatiska festspel, vilken utvecklades under 1500-talet och nådde sin höjdpunkt under 1600-talet, särskilt vid engelska hovet. Ett maskspel var ursprungligen en dansfest, i vilken deltagarna uppträdde maskerade och var omfattat av ett dramatiskt ramverk. Teaterhistoriskt har maskspelet sin största betydelse som föregångare till operan.
Genrens ursprung kan på forskningens närvarande ståndpunkt knappast sägas vara till fullo utredd. Sannolikt synes emellertid, att den står i förbindelse med den i Italien allt sedan antikens dagar fortlevande klassiska lustspelstraditionen. Sådant maskspelet framträder, då det börjar göra sig bemärkt inom den tidigmoderna tidens konstutveckling, har det knappast några mera märkliga karakteristika att uppvisa. Det torde knappast vara oriktigt, att med den förste av genrens historieskrivare, Alfred Soergel, beteckna maskspelet i sin ursprungliga form som intet annat än en maskeradbal, omfattad av ett mer eller mindre betydande dramatiskt ramverk. Att uppdraga några bestämda gränser mellan maskspelen och övriga vid hoven förekommande arter av kostymupptåg och baletter låter sig inte eller åtminstone endast med svårighet göra. I huvudsak synes emellertid maskspelen ha haft sitt egentliga kännemärke däri, att de i densamma deltagande personerna, efter att ha utfört sin första entré, blandade sig med åskådarna och inbjöd dessa att deltaga i dansen. Emellertid förblev maskspelet inte länge på denna primitiva ståndpunkt. I samband med dramatikens allt rikare utveckling ökades kraven på inre sammanhang och organisk komposition även i fråga om maskspelen. De fragmentariska episoder, som ursprungligen bildat motivet till det hela, ersattes av en genomförd handling, som lät det i genren inneboende dramatiska elementet komma till sin fulla rätt, och den yttre utstyrseln, till en början inskränkt till ett minimum, tillgodogjorde sig småningom alla de tekniska konstgrepp, som stod 1600-talets teater till buds. Sin högsta utveckling uppnådde maskspelet med Ben Jonson. Hos honom möter man en i konstnärligt hänseende verkligt fulländad sammansmältning av maskspelets olika beståndsdelar. Dialog, musik, sång och dans binds av en sinnrikt använd fabel samman till en helhet av ofta betagande verkan. Motiven är vanligen hämtade ur den antika mytologin eller historien, även om handlingen i sina detaljer inte sällan utvecklas oberoende av förebilden. I allmänhet är innehållet till sin karaktär allegoriskt, och vanligen förekommer även allusioner på den tilldragelse, som givit anledning till själva festligheten. Vid sidan av Ben Jonson var även flera andra av Englands mera betydande 1600-talsförfattare verksamma på maskspeldiktningens område. Till och med den vid sidan av Shakespeare främste av dem alla, Milton, tangerade genren i sitt berömda sångspel Comus (uppfört 1634). Visserligen företer detta åtskilliga egenskaper, som avviker från de vanliga maskspelen, men överensstämmelserna är trots detta så stora, att man kan inrangera Miltons lyriska mästerverk bland den engelska litteraturens övriga masques and revels. I teaterhistoriskt hänseende har maskspelet sin största betydelse däri, att det utgör en föregångare till operan. Såväl genom sin blandning av lyriska och dramatiska element som genom sin med tiden allt mera utvecklade dekorationsprakt beredde det marken för denna konstform, som skulle bli dess arvtagare både inom hovkretsarna och hos den stora allmänheten. Med operans utveckling förlorade maskspelet sin popularitet och försvann ganska snart från skådebanorna. Under 1700-talet uppehölls dess tradition endast av de stora balettdivertissementen.